# 헤이스 스홀턴 판아스핫

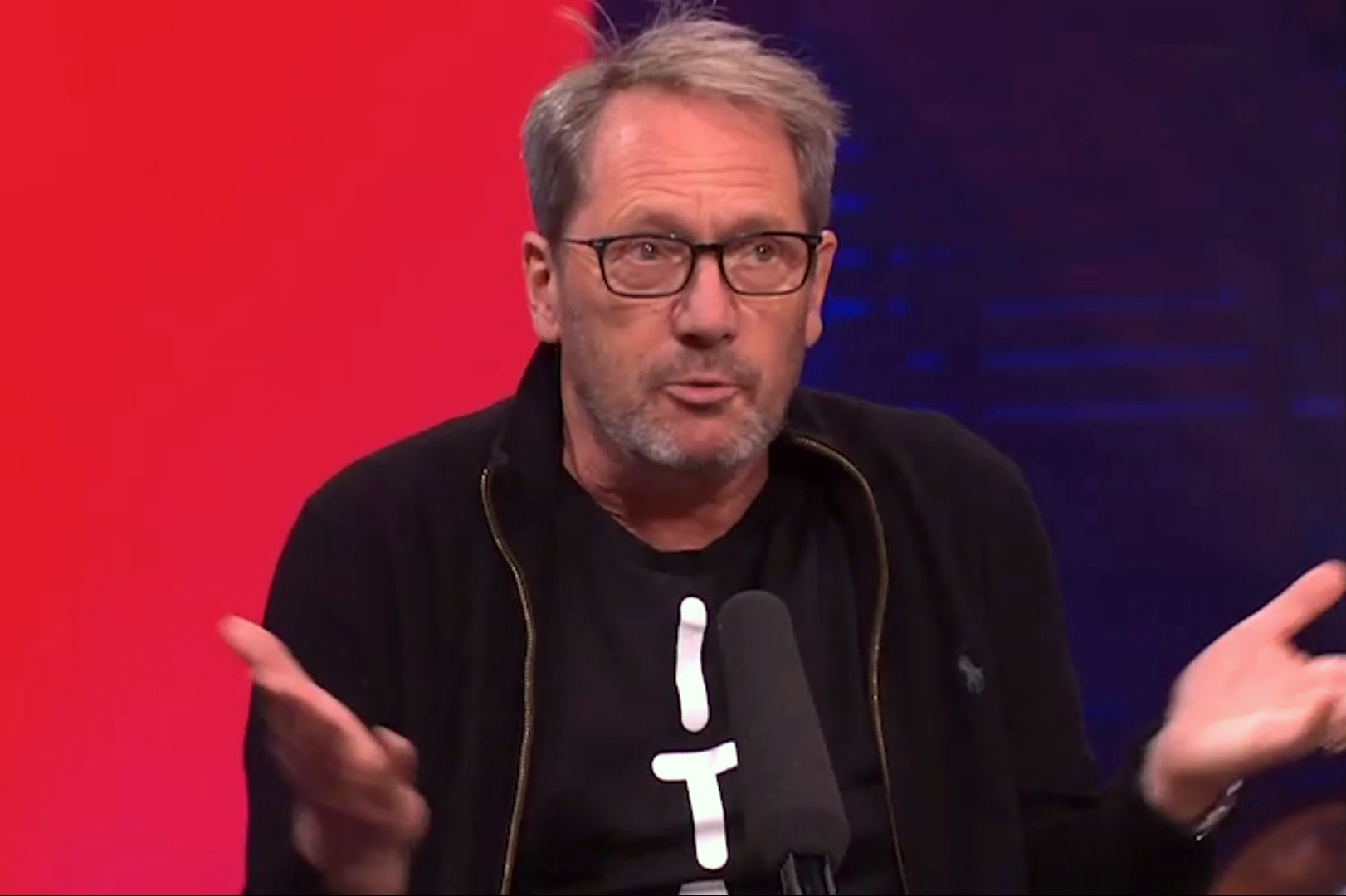

헤이스 스홀턴 판아스핫(네덜란드어: Gijs Scholten van Aschat, 1959년 9월 16일 ~ )은 네덜란드의 배우이다.

## 영화
- 더 컨덕터 (2018년) - 빌렘 멩겔베르크 역
- 워 머신 (2017년) - 네덜란드 컨트랙터 역
- 킬 스위치 (2017년)
- 더 풀 (2014년)
- 두드슬랙 (2012년)
- 옥시겐 (2010년)
- 왕의 편지 (2008년)
- 더 겜블러 (1997년)
- 깨진 거울 속의 여인들 (1984년)